# 圣萨万
圣萨万（法語：Saint-Savin，法語發音：[sɛ̃ savɛ̃]），法国中西部市镇，位于新阿基坦大区维埃纳省，隶属于蒙莫里永区，其市镇面积为18.8平方公里，2022年1月1日时人口数量为816人，在法国城市中排名第11,623位。
圣萨万位于维埃纳省东部，加尔唐普河左岸，是一个区域性的中心城市，因其镇中心的加尔唐普河畔圣萨万教堂而闻名。

## 地名来源
“Saint-Savin”一名可能出自公元五世纪的天主教圣人塞里西耶的萨万，后者逝世后安葬于圣萨万的教堂内。法国大革命期间，当地曾被更名为“Pont-sur-Gartempe”。
圣萨万在一些场合又被称为加尔唐普河畔圣萨万（法語：Saint-Savin sur Gartempe，法語發音：[sɛ̃ savɛ̃ syʁ ɡaʁtɑ̃p]）。

## 历史

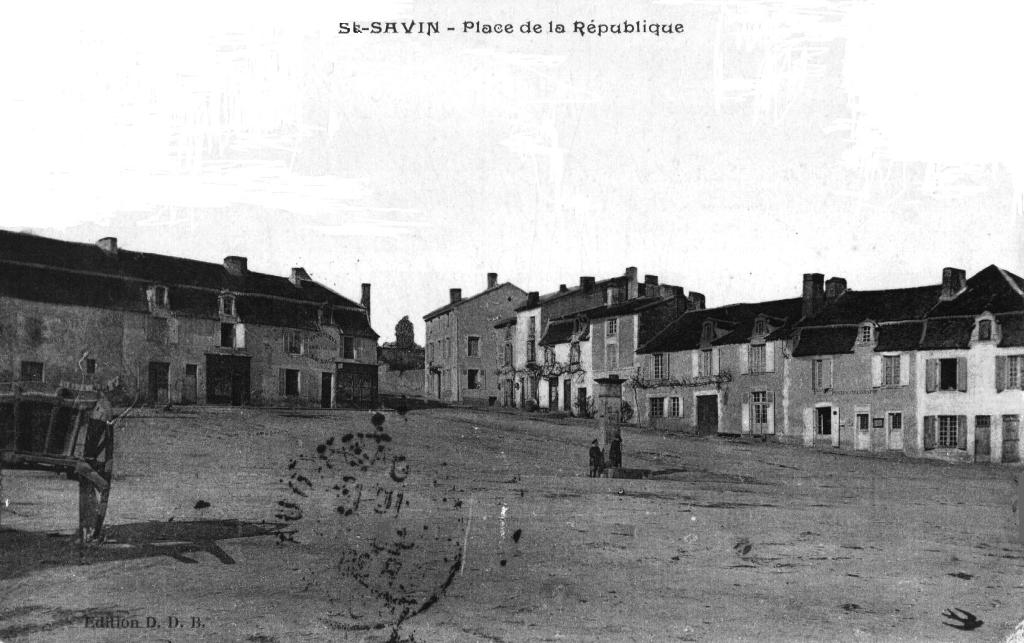
1908年的圣萨万镇中心

圣萨万的早期历史尚不清楚，其聚落的形成与加尔唐普河畔圣萨万教堂密切相关，后者始建于公元九世纪，后多次历经破坏及重建，17世纪末复原。首座横跨加尔唐普河的桥梁于13世纪建成。法国大革命后，圣萨万成为维埃纳省的一个市镇。圣萨万火车站于1887年建成，后于1940年关闭。自20世纪以来，圣萨万的人口数量逐渐下降。
在行政区划方面，圣萨万在1800至2015年间为圣萨万县的县治；1820年，蒙圣萨万（Mont-Saint-Savin）整体并入圣萨万。

## 地理

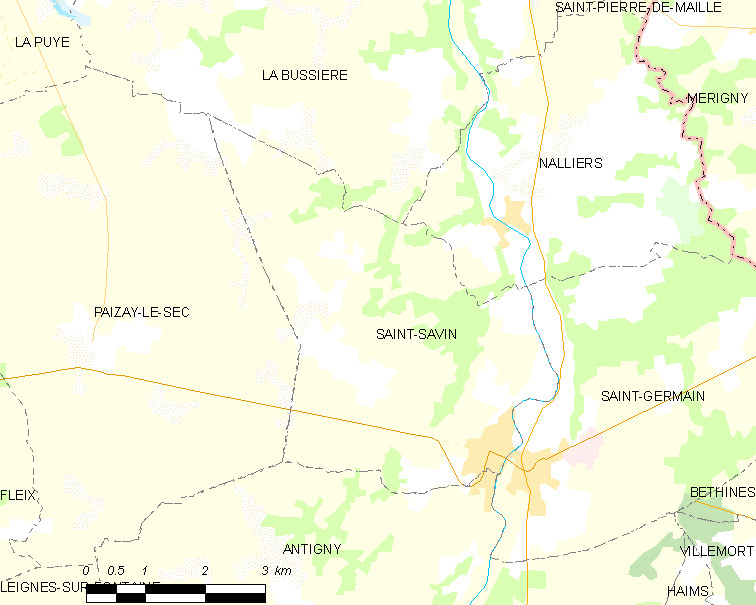
圣萨万市镇范围地图

圣萨万位于法国中西部，新阿基坦大区北部和维埃纳省东部，距离省会普瓦捷大约44公里。与圣萨万接壤的市镇包括：拉比西耶尔、纳利耶、派宰勒塞克、圣日耳曼和昂蒂尼。

### 地形
圣萨万位于加尔唐普河谷内，境内以浅丘为主，市镇中心位于一处缓坡地带，整体地势自河岸向外侧抬升，全境海拔在72到142米之间。

### 水文
加尔唐普河干流自南向北流经市镇东界。

### 植被
圣萨万属于温带阔叶混交林区，林地多分布于河流附近，以及市区北部的拉加索特（La Gasotte）街区。
在鲜花城市的评比中，圣萨万暂未被评级。

### 气候
圣萨万在柯本气候分类法中属于温带海洋性气候（Cfb）。

## 行政区划
圣萨万的市镇编号为86246，邮政编号为86310。
在行政管理方面，圣萨万隶属于法国新阿基坦大区维埃纳省蒙莫里永区；在地方选举方面，圣萨万隶属于蒙莫里永县，其市镇范围全境被划入维埃纳省第四选区；在社会管理方面，圣萨万是维埃纳河-加尔唐普河市镇公共社区的组成部分。
截至2024年3月，圣萨万市镇范围内暂无任何城市敏感街区及城市政策优先街区。
法国国家统计与经济研究所（简称）在进行数据统计时，未将圣萨万划入任何城市核心区（Unité urbaine）、城市区（Aire urbaine）及城市辐射区（Aire d'attraction）。此外，还将圣萨万市镇整体看作一个“块区”（IRIS），以便于统计人口分布情况。

## 交通

### 公路
维埃纳省省道D11线和D951线在圣萨万境内交汇。上维埃纳省城际客运242线及中央-卢瓦尔河谷大区城际客运（商业名称为“Rémi”）433线经停圣萨万，可通往绍维尼、沙托鲁、普瓦捷、勒布朗等地。
2020年，57.6%的圣萨万家庭拥有至少一辆私人汽车。2020年，圣萨万境内共发生各类交通事故1起，造成1人重伤。
| 29 | 48 |

| 15 | 62 |

| 普瓦捷 | 46 |

| 绍维尼 | 18 |

| 沙托鲁 | 78 |

| 勒布朗 | 19 |

| 吕萨克堡 | 24 |

| 蒙莫里永 | 18 |

### 铁路
圣萨万位于圣伯努瓦—勒布朗铁路上，该铁路圣萨万附近的路段已废弃。
距离圣萨万最近的运营中的客运铁路车站为20公里外的蒙莫里永站，该站停靠往返于普瓦捷和利摩日之间的区域列车。

### 航空
圣萨万距离普瓦捷机场的公路里程大约48公里。

### 城市公共交通
截至2024年3月，圣萨万暂无城市公共交通系统。

## 政治
圣萨万的现任市长为于格·马耶先生（Hugues MAILLET），他是一名无党籍人士，自2020年10月起担任市长职务；其前任为先生（Jean-Marie ROUSSE），他是社会党的一名成员，在2020年的市政选举中获得了100%的支持率（无其他候选人）。于2020年8月20日逝世。
在2022年的法国总统大选的第二轮选举中，法国第25任总统埃马纽埃尔·马克龙在圣萨万获得了51.4%的支持率。

## 人口
2021年，圣萨万市镇人口数量为817，在法国排名第11,623位。其中男性392人，女性425人，75岁及以上人口占18.6%，外籍人口数量为30人，人口密度为43人/平方公里，当地居民被称为（男性）或（女性）。2022年，圣萨万境内出生4人，死亡人口17人。
| 圣萨万1901年－2021年人口变化情况 |
|                                  |
| 数据来源：Cassini、INSEE         |

## 经济
圣萨万是一个区域性的中心城市。截至2024年3月，圣萨万市镇范围内共有各类用人单位（包含自雇）200家，平均历史为20年，其中99.01%为中小型企业（PME），2024年1月至3月间，当地的经济活力指数为0。（化工产品销售）、（家居）及（出租车服务）是当地2021年营业额最高的三个企业，分别为2,680,600欧元、2,192,304欧元和112,991欧元。

## 财政与居民收入
2022年，圣萨万的财政收入总额为1,557,740欧元，财政支出总额为1,316,550欧元，当年的债务总额为1,583,350欧元。2022年，圣萨万市镇通过增值税获得7,800欧元的收入，此外当地还共获得了74,060欧元的国家直接财政补助。
| 圣萨万居民收入情况                               | 圣萨万居民收入情况 | 圣萨万居民收入情况    | 圣萨万居民收入情况 |
| 内容                                             | 圣萨万             | 法国                  | 统计年份           |
| ------------------------------------------------ | ------------------ | --------------------- | ------------------ |
| 征税家庭总数                                     | 429                | 1,081（法国市镇平均） | 2022年             |
| 居民平均月收入                                   | 1,771欧元          | 2,435欧元             | 2022年             |
| 高级职员人均月收入                               | 不详               | 4,331欧元             | 2021年             |
| 中级职员人均月收入                               | 不详               | 2,470欧元             | 2021年             |
| 普通职员人均月收入                               | 不详               | 1,801欧元             | 2021年             |
| 贫困率                                           | 不详               | 14.5%                 | 2020年             |
| 青壮年（15至64岁）失业率                         | 12.8%              | 7.4%                  | 2020年             |
| 征税家庭数量占比                                 | 35.1%              | 45.5%                 | 2020年             |
| 家庭年均纳税                                     | 2,247欧元          | 4,393欧元             | 2022年             |
| 资料来源：INSEE、L'Internaute、Le Journal du Net |                    |                       |                    |

## 社会事务

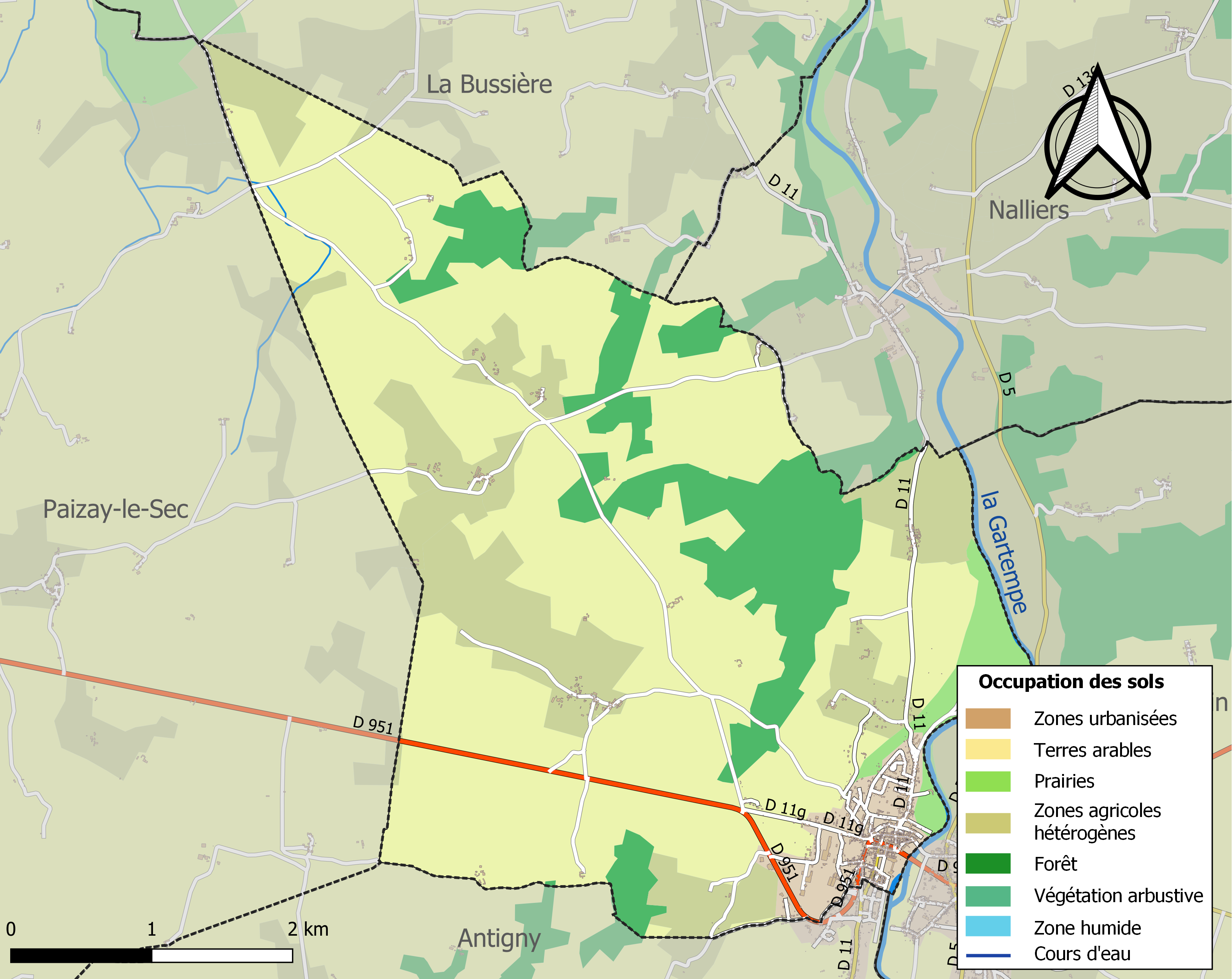
圣萨万土地利用情况地图

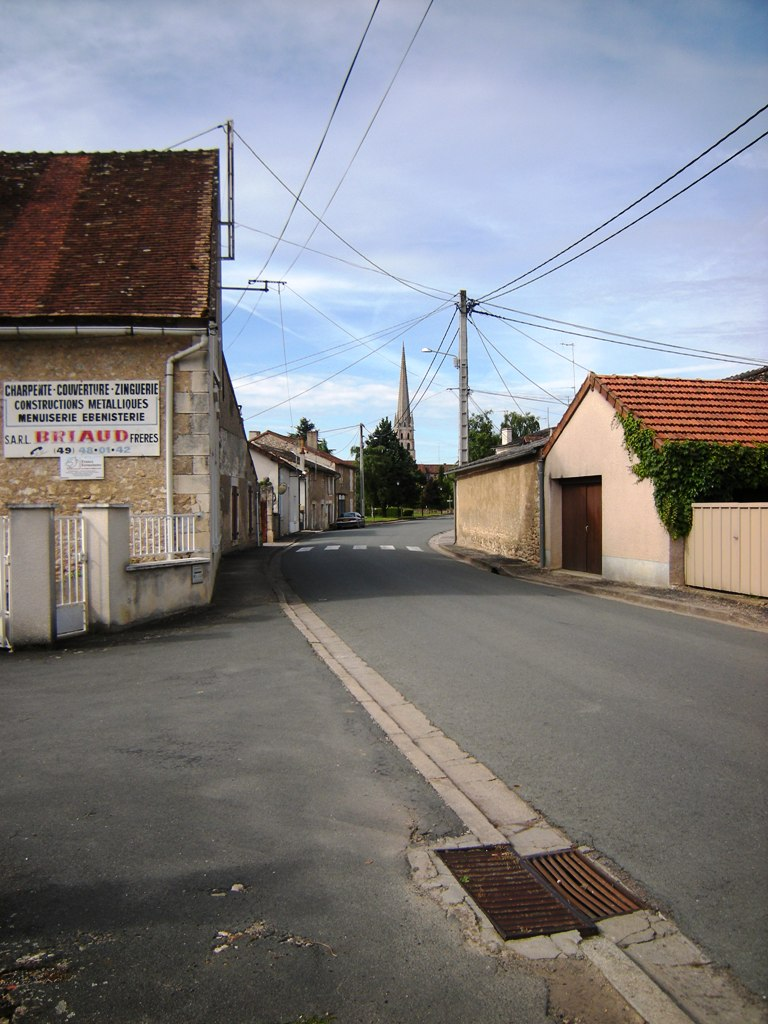
圣萨万1945年5月8日街

### 教育
圣萨万属于普瓦捷学区。截至2021年1月1日，圣萨万境内共有1所小学和1所初级中学。2021至2022学年度，圣萨万境内共有在校中等教育阶段学生192名。

### 医疗
截至2022年1月1日，圣萨万境内暂无任何医疗从业人员，当地共有药房2家。
距离圣萨万最近的区域性医疗机构为普瓦捷大学中心医院，其下属的蒙莫里永病区（Site de Montmorillon）位于蒙莫里永市区西北部，距离圣萨万市区的正常车程大约17分钟，该院设有床位178个。
圣萨万距离沙托鲁-勒布朗中心医院（Centre Hospitalier de Châteauroux - Le Blanc）下属的勒布朗医院（Hôpital du Blanc）的正常车程大约17分钟，该院设有床位153个。

### 住房
2020年，圣萨万境内共有各类住房662套，其中84.0%为独立式住宅，15.9%为集中式住宅。常住房屋占圣萨万市镇范围内居民建筑总量的69.5%。
在住房保障政策方面，2022年，圣萨万境内共有76户家庭获得了住房经济补助，受益人数占总人口数量的9.3%，其中70份为房租补助。

### 商业
2021年，圣萨万境内共有各类实体商铺30家，其中餐厅4家、大型超市2家、面包房2家、肉铺2家、美容美发店5家、汽车维修店2家。圣萨万镇中心西侧建有一家Intermarché便民超市。

### 体育
2021年，圣萨万境内共有1家游泳池、2间体育馆、1座综合体育场以及2处足球或橄榄球场。
截至2024年3月，圣萨万-圣日耳曼运动俱乐部（CA Saint-Savin - Saint-Germain，编号507255）是圣萨万境内唯一的一家注册足球俱乐部，成立于1938年，其主队2023至2024赛季参加新阿基坦大区足球联赛丙组（法国第八级别），其主场为弗朗索瓦·普拉球场（Stade François Prat）。

### 环境
圣萨万的环境事务由其所属的维埃纳河-加尔唐普河市镇公共社区联合各级政府协调负责。2021年，圣萨万境内暂无污染企业。

### 治安
2021年，圣萨万市镇范围内共有1处宪兵队。
圣萨万及其附近的共90个市镇是蒙莫里永国家宪兵队（zone gendarmerie de Montmorillon）的管辖范围。2020年，该宪兵队累计记录各类案件2,072起，其中盗窃类案件1,038起，经济类案件444起，毒品交易类案件55起。

## 文化

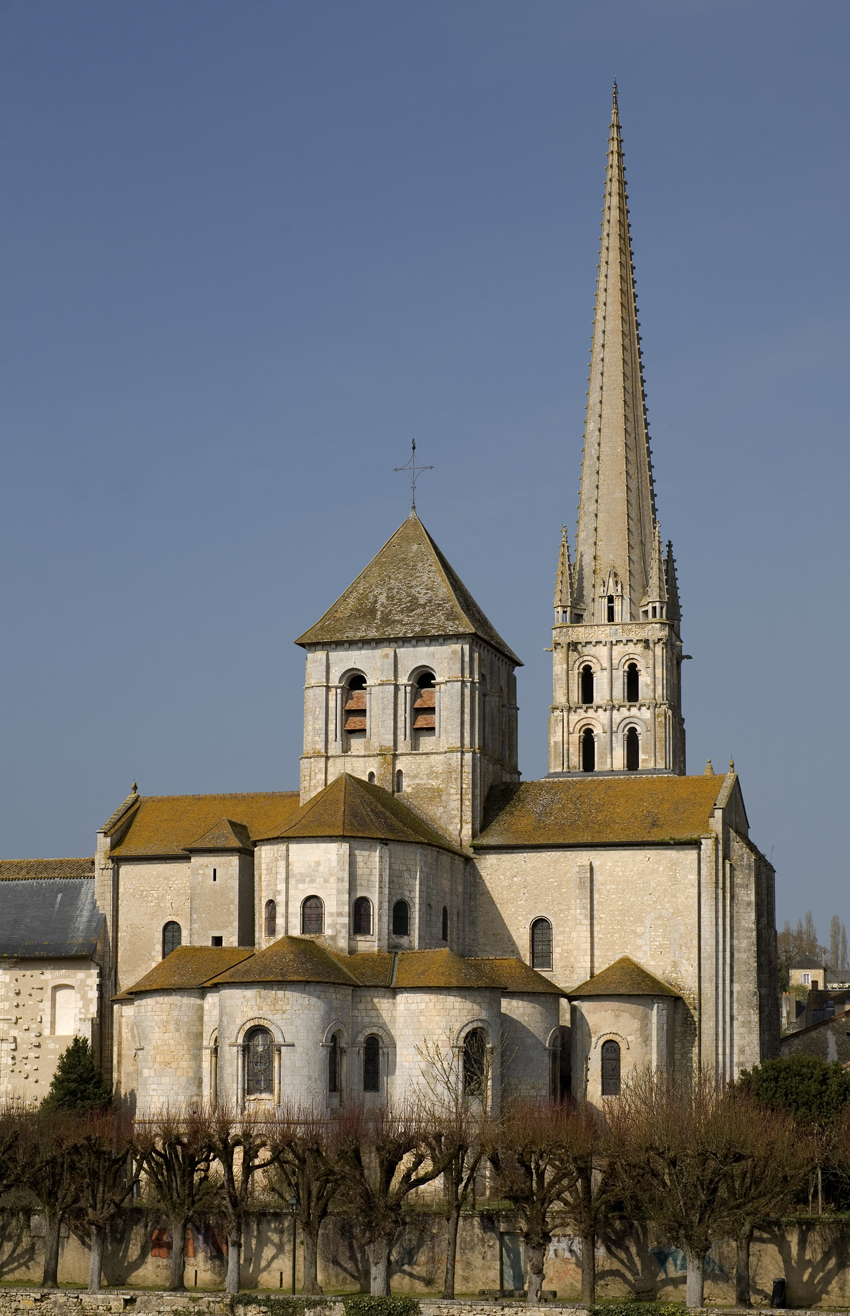
加尔唐普河畔圣萨万教堂

2021年，圣萨万境内暂无任何文化设施。圣萨万境内建有图书馆，每周三、五、六向公众开放。

### 建筑
圣萨万境内有多处历史建筑，其中加尔唐普河畔圣萨万教堂是法国首批法国国家文物保护单位，自1983年起被列入《世界文化遗产》名录。

### 旅游
圣萨万的旅游事务由其所属的维埃纳河-加尔唐普河市镇公共社区联合各级政府协调负责。2023年，圣萨万境内共有2家酒店共计19间房间；另有1个露营地，可容纳共48辆露营车。

### 媒体
法国主要的媒体均可在圣萨万接收，法国电视三台下属的新阿基坦大区频道在部分时段播出圣萨万所在维埃纳省的地方新闻。蓝色法兰西普瓦图广播、《维埃纳省中央报》、《中西部新共和国报》等是当地主要的地方性媒体。

## 友好城市
截至2024年3月，圣萨万共与四座城市建立了友好城市关系：
- 德国 霍伊森施塔姆
- 比利时 马勒
- 義大利 拉迪斯波利
- 英格兰 Hartley Wintney